# 石佛寺乡
石佛寺乡是中国陕西省商洛市山阳县下辖的一个乡。

## 行政区划
石佛寺乡下辖以下行政区：
蛟沟村、黄泥河村、大洼岭村、碾子坪村、麻庄河村、太阳关村、板庙村、康坪村